# Eristalinae
Cheilosinae, Chilosinae, Milesiinae · éristalinés
Sous-famille
Synonymes
- Cheilosinae Williston 1885,
- Chilosinae Williston 1885,
- Milesiinae Rondani 1845

Les Eristalinae (éristalinés en français) sont une des trois sous-familles des Syrphidae.

## Classification
La sous-famille des Eristalinae est décrite par l'entomologiste britannique Edward Newman (1801-1876) en 1834,.

## Présentation
Une espèce parmi les plus répandues d'éristalinés, de la tribu Eristaliini, est l'éristale gluant(e) (Eristalis tenax) imitant l'abeille domestique (Apis mellifera).

## Liste des tribus
Selon BioLib (5 déc. 2018) :
- Brachyopini Williston, 1885
- Calliceratini Brues & Melander, 1932
- Cerioidini Wahlgren, 1909
- Eristaliini Newman, 1834 - dont Eristalinus, Eristalis et Myathropa
- Merodontini (ou Eumerini : synonyme)[4] - dont Merodon
- Milesiini Rondani, 1845 - dont Milesia et Temnostoma
- Pelecocerini
- Pipizini
- Rhingiini  Meigen, 1822 - dont Rhingia
- Sericomyiini
- Volucellini - dont Volucella

Selon ITIS (14 octobre 2021) :

Brachyopini, Calliceratini, Cerioidini, Eristaliini, Eumerini, Milesiini, Pipizini, Rhingiini, Volucellini
Selon NCBI (9 février 2017) :

Brachyopini, Callicerini, Cerioidini, Chrysogasterini, Eristalini, Merodontini, Milesiini, Rhingiini, Sericomyiini, Volucellini, Xylotini